# Ketlen Vieira
Ketlen Vieira (Manaus, 26 de agosto de 1991) é uma lutadora brasileira de artes marciais mistas, que atualmente luta na categoria peso-galo feminino do Ultimate Fighting Championship.

## Biografia
Natural do estado do Amazonas, Ketlen Vieira iniciou no jiu-jítsu aos 12 anos, em Manaus, e as dificuldades financeiras enfrentadas pela família que a levaram a treinar de graça em uma academia de judô, aos 16 anos. Foi o início de sua caminhada no MMA. De lá para cá, a brasileira acumulou algumas conquistas na carreira. Foi reserva da seleção brasileira Sub-21 de judô, terceira colocada na olimpíada universitária e no campeonato brasileiro de judô e campeã brasileira de luta livre olímpica. A rápida ascensão no esporte levou Ketlen até a academia Nova União de Manaus, em 2014, quando decidiu largar a faculdade de direito para se dedicar exclusivamente ao esporte.

## Carreira no MMA
Vieira fez sua estreia nas artes marciais mistas em 2 de outubro de 2014, no Circuito de Lutas Fight Night 4. Ela enfrentou Juliana Leite e venceu por nocaute técnico no segundo round.

### Mr. Cage
Vieira fez sua segunda aparição no MMA ao vencer Kenya Miranda da Silva, em 13 de Novembro de 2014, no Mr. Cage 14, por finalização no segundo round, conquistando o cinturão peso-galo.

### Big Way Fight
Quando fez uma defesa do cinturão do Mr. Cage, Vieira assinou contrato com o BWF (mantendo o contrato com a organização anterior) e enfrentou Laet Ferreira, em 12 de setembro de 2015, no Big Way Fight Night 1. Vieira derrotou Ferreira por finalização no primeiro round.
Após a segunda defesa do cinturão do Mr. Cage, ela enfrentou a brasileira Estefani Almeida, em 20 de fevereiro de 2016, no Big Way Fight 9, e venceu por decisão unânime, abocanhando seu segundo cinturão na carreira, também no peso-galo.

### Ultimate Fighting Championship
Vieira fez sua estreia no octógono do UFC contra Kelly Faszholz, em 1 de outubro de 2016. Não chegou perto de empolgar, não teve momentos de emoção ou de muita técnica, mas foi o suficiente para Ketlen Vieira estrear no Ultimate com vitória e manter a sua invencibilidade na carreira. A brasileira bateu Faszholz por decisão dividida (29-28, 28-29 e 29-28) na primeira luta do UFC Fight Night: Lineker vs. Dodson, ocorrido em Portland (EUA). A impressão que ficou foi de que ambas ainda não estão prontas para atuar pela organização, mas Ketlen conseguiu impor seu jogo de quedas para chegar ao sétimo triunfo em sete combates na carreira, enquanto Faszholz perdeu a segunda seguida, ambas no UFC, após três resultados positivos em outros eventos.
Vieira fez sua segunda aparição no UFC contra Ashlee Evans-Smith, em 15 de abril de 2017. Quem viu a estreia de Ketlen Vieira no Ultimate e viu sua atuação nesta luta deve ter achado que eram atletas diferentes. Se na primeira vez que pisou no octógono o duelo foi de baixo nível técnico - apesar de ter sido o suficiente para vencer Kelly Faszholz -, desta vez, a brasileira mostrou enorme evolução, com performance agressiva, abusando do volume de golpes, para bater Evans-Smith por decisão unânime (29-28, 29-28 e 30-27), pelo peso-galo (até 61kg), na primeira luta do card preliminar do UFC on Fox: Johnson vs. Reis, em Kansas City (EUA).

## Cartel no MMA
| Cartel no MMA   |             |            |
| 14 lutas        | 12 vitórias | 2 derrotas |
| Por nocaute     | 2           | 1          |
| Por finalização | 4           | 0          |
| Por decisão     | 6           | 1          |

| Res.    | Cartel | Oponente               | Método                   | Evento                                 | Data       | Round | Tempo | Local                 | Notas                                         |
| ------- | ------ | ---------------------- | ------------------------ | -------------------------------------- | ---------- | ----- | ----- | --------------------- | --------------------------------------------- |
| Derrota | 13-3   | Raquel Pennington      | Decisão (dividida)       | UFC Fight Night: Strickland vs. Imavov | 14/01/2023 | 3     | 5:00  | Las Vegas, Nevada     |                                               |
| Vitória | 13-2   | Holly Holm             | Decisão (dividida)       | UFC Fight Night: Holm vs. Viera        | 21/05/2022 | 5     | 5:00  | Las Vegas, Nevada     |                                               |
| Vitória | 12-2   | Miesha Tate            | Decisão (unânime)        | UFC Fight Night: Vieira vs. Tate       | 21/11/2021 | 5     | 5:00  | Las Vegas, Nevada     |                                               |
| Derrota | 11-2   | Yana Kunitskaya        | Decisão (unânime)        | UFC Fight Night: Blaydes vs. Lewis     | 20/02/2021 | 3     | 5:00  | Las Vegas, Nevada     |                                               |
| Vitória | 11-1   | Sijara Eubanks         | Decisão (unânime)        | UFC 253: Adesanya vs. Costa            | 26/09/2020 | 3     | 5:00  | Abu Dhabi             |                                               |
| Derrota | 10-1   | Irene Aldana           | Nocaute (soco)           | UFC 245: Usman vs. Covington           | 14/12/2019 | 1     | 4:51  | Las Vegas, Nevada     |                                               |
| Vitória | 10-0   | Cat Zingano            | Decisão (dividida)       | UFC 222: Cyborg vs. Kunitskaya         | 03/03/2018 | 3     | 5:00  | Las Vegas, Nevada     |                                               |
| Vitória | 9-0    | Sara McMann            | Finalização (katagatame) | UFC 215: Nunes vs. Shevchenko II       | 09/09/2017 | 2     | 4:16  | Edmonton, Alberta     |                                               |
| Vitória | 8-0    | Ashlee Evans-Smith     | Decisão (unânime)        | UFC on Fox: Johnson vs. Reis           | 15/04/2017 | 3     | 5:00  | Kansas City, Missouri |                                               |
| Vitória | 7-0    | Kelly Faszholz         | Decisão (dividida)       | UFC Fight Night: Lineker vs. Dodson    | 01/10/2016 | 3     | 5:00  | Portland, Oregon      | Estreia no UFC.                               |
| Vitória | 6-0    | Estefani Almeida       | Decisão (unânime)        | BWF - Big Way Fight 9                  | 20/02/2016 | 3     | 5:00  | Manaus                | Ganhou o cinturão peso-galo do Big Way Fight. |
| Vitória | 5-0    | Jessica Maciel         | Nocaute Técnico (socos)  | MC - Mr. Cage 20                       | 17/12/2015 | 1     | 3:20  | Manaus                | Defendeu o cinturão peso-galo do Mr. Cage.    |
| Vitória | 4-0    | Laet Ferreira          | Finalização (mata leão)  | BWF - Big Way Fight Night 1            | 12/09/2015 | 1     | 2:22  | Manaus                |                                               |
| Vitória | 3-0    | Monique Bastos         | Finalização (mata leão)  | MC - Mr. Cage 16                       | 12/03/2015 | 1     | 4:07  | Manaus                | Defendeu o cinturão peso-galo do Mr. Cage.    |
| Vitória | 2-0    | Kenya Miranda da Silva | Finalização (kimura)     | MC - Mr. Cage 14                       | 13/11/2014 | 2     | N/A   | Manaus                | Ganhou o cinturão peso-galo do Mr. Cage.      |
| Vitória | 1-0    | Juliana Leite          | Nocaute Técnico (socos)  | Circuito de Lutas - Fight Night 4      | 02/10/2014 | 2     | 1:36  | São Paulo             | Estreia no MMA.                               |